# Onkel Paul, die große Pflaume
Onkel Paul, die große Pflaume (Originaltitel: Hibernatus) ist ein französisch-italienischer Spielfilm aus dem Jahre 1969. Unter der Regie von Édouard Molinaro nach dem Theaterstück Der Winterschläfer (Originaltitel: Hibernatus) von Jean Bernard-Luc spielt Louis de Funès einen Industriellen, der durch das Auftauchen eines lange verschollenen Verwandten seiner Frau sein Unternehmen und den Familienfrieden bedroht sieht. Ein Wiederaufführungstitel war Louis taut auf; in der DDR war er unter dem Titel Der Winterschläfer zu sehen. Der Film startete am 6. März 1970 in den bundesdeutschen Kinos.

## Handlung
Französische Wissenschaftler finden den im arktischen Packeis eingeschlossenen Körper eines Menschen. Es gelingt ihnen, den etwa 25-jährigen Mann wieder zum Leben zu erwecken.
Auf einer Party, die Hubert de Tartas (in der deutschen Fassung: Paul de Tartas), Fabrikant von Verpackungsmaterial, zu Ehren der Verlobung seines Sohnes Didier mit Evelyne Crépin-Jaujard, Tochter eines Geschäftsfreundes, gibt, verfolgen die Gäste gespannt die Berichte im Fernsehen.
Am nächsten Tag wird Hubert zu einem Termin ins Innenministerium gebeten. Während er eigentlich die Verleihung des lang ersehnten Kreuzes der Ehrenlegion erwartet, wird ihm vom Generalsekretär eröffnet, dass der Wiedererweckte der Großvater seiner Frau sei. Tartas ist alles andere als begeistert, fürchtet er doch Verwicklungen für seine Familie und besonders für sein Unternehmen, der durch die Heirat seines Sohnes eigentlich neue Geschäftsperspektiven eröffnet werden sollen. Weil der Betrieb aber im Grunde seiner Frau Edmée gehört, ahnt Hubert, dass das Auftauchen eines weiteren Familienmitgliedes seine Stellung als Geschäftsführer gefährden könnte, als der er bisher weitestgehend schalten und walten konnte, wie er wollte, da seine Frau sich um die geschäftlichen Belange nicht kümmert.
So schlägt er sich auch bei einem Gespräch mit Professor Loriebat, der das Experiment leitet, auf dessen Seite, als der den Wiedererweckten für sich und die Wissenschaft reklamiert. Edmée aber möchte ihren Großvater Paul Fournier (in der deutschen Fassung: Pierre Fournier) im Schoße der Familie wissen. Als sie jedoch stur bleibt und ihrem Mann sowohl das eheliche Bett als auch die Entscheidungsgewalt in der Firma entzieht, ändert er seine Meinung und will den Ahnen nun unbedingt in die Familie holen.
Da Loriebat sich weigert und auch die französische Regierung auf seiner Seite weiß, entschließen sich Hubert und Edmée, den Großvater mit Hilfe eines Psychologen aus Loriebats Stab zu entführen. Nach einer wilden Verfolgungsjagd, in deren Verlauf der Professor betäubt und mit dem Wiedererweckten ausgetauscht wird, verstecken sie sich in einem Kloster, wo sich Loriebat schließlich geschlagen geben muss, da Paul Fournier erwacht ist und seine Enkelin für seine Mutter hält.
Weil Fournier aber von den Ereignissen um seine Erweckung nichts weiß und weiterhin denkt, er befinde sich im Jahre 1905, muss für ihn, auch um ihm einen psychischen Zusammenbruch zu ersparen, eine dementsprechende Umgebung geschaffen werden. So wird die Tartassche Villa, die gerade für viel Geld im modernen Stil umgestaltet wurde, wieder in die Gründerzeit versetzt und auch das umgebende Stadtviertel entsprechend verändert. Moderne Fortbewegungsmittel werden durch Kutschen oder frühe Automobilmodelle ersetzt, die Bewohner des Viertels in historische Kleidung gesteckt und aktuelle Zeitungen gegen passende Exemplare ausgetauscht.
Die Maskerade funktioniert zunächst perfekt, allerdings wird Hubert schon bei seiner ersten Begegnung mit Fournier von diesem aus dem Hause gejagt: er hält Tartas – was zunächst auch beabsichtigt war – für seinen Vater. Der aber hatte zu Beginn des 20. Jahrhunderts seine Frau betrogen und schließlich die Familie verlassen und verleugnet. So wird für Hubert eine neue Identität als Verehrer von Fourniers „Mama“ gefunden, in der er das Haus wieder betreten und sich seiner Frau nähern kann.
Unter den strengen Augen von Fournier klappt dies leidlich gut, setzt Hubert allerdings arg unter Druck, da er sich in seinem eigenen Haus nicht so bewegen kann, wie er will, und er feststellen muss, dass Fournier die Geschicke der Familie in Gänze allein steuern will. Als sich dann noch herausstellt, dass Sohn Didier, der als junger Student in Untermiete ausgegeben wird, seine Verlobte gar nicht liebt, sondern dem Zimmermädchen Sophie nachstellt und zu allem Überfluss sich der Großvater seiner Frau auch noch in Evelyne verliebt hat, rastet Hubert aus. Er überfällt Fournier mit der Wahrheit über seinen vermeintlichen Reitunfall und überschüttet ihn mit den Einzelheiten der gesellschaftlichen und technischen Entwicklung seit 1905.
Als der eintreffende Loriebat und Edmée ihn stoppen wollen, flüchtet Hubert. Der konsternierte Fournier weiß zunächst nicht, ob er das alles glauben soll, und hält eher den vermeintlichen Verehrer seiner Mutter für verrückt. Als er jedoch einen Schrank öffnet, erblickt er einen Fernseher, in dem er Ausschnitte aus einer Dokumentation über die Entwicklung der Fliegerei von den ersten Pioniertagen bis hin zur Concorde und zu militärischen Jets sieht. Unterstützt von Evelyne, nimmt er die Neuigkeiten jedoch gefasst und ruhig auf.
Schließlich heiraten er und Evelyne. Just am Tag der Heirat erreicht die Hochzeitsgesellschaft eine Nachricht von Hubert, der seit Tagen verschwunden ist. Im Labor von Prof. Loriebat angekommen, müssen Edmée, Paul und die anderen feststellen, dass sich Hubert, offenbar wahnsinnig geworden, in der vereisten Kältekammer selbst in künstlichen Winterschlaf versetzt hat.

## Hintergrund
Wie bei vielen Filmen mit dem populären französischen Komiker wurde auch bei diesem Film bei der wiederholten Kino- und Fernsehauswertung in Deutschland häufig der Titel geändert. Alternativtitel sind:
- Der Familienschreck
- Die Giftnudel
- Louis taut auf
- Louis, der Giftzwerg
- Der Schläfer
- Der Winterschläfer
- Der Aufgetaute

Am 3. Mai 1959 zeigte die ARD eine Produktion des Bayerischen Rundfunks unter dem Titel Der Winterschläfer. In dieser frühen Verfilmung des Stoffs von Jean-Bernard Luc spielte Heinz Leo Fischer die Rolle, die später Louis de Funès spielte (als Hubert de Tartas), Gisela Trowe spielte jenen Part, den Claude Gensac innehat (also Edmée), Rudolf Vogel spielte Professor Loriebat und Helmuth Lohner war in der Rolle des „Winterschläfers“ Paul Fournier zu sehen. Regie und Drehbuch stammten von Jürgen Goslar.

## Kritiken
- Lexikon des internationalen Films: „Anspruchslos amüsante Familienunterhaltung.“[2]. Hahn/Jansen zitieren weiter aus der film-dienst Besprechung: „Daß der Hauptdarsteller auch den kleinsten Gag wiederum bis ins Detail und bis zur letzten Schraubenwindung ausspielt, ist selbstverständlich ... Dennoch ist ... diese neue «Balduin»-Pflaume nicht so ausgereift wie manche Vorgänger vom Baume der anspruchslosen Heiterkeit gepflückt worden.“[3]
- Frank Ehrlacher bei moviemaster.de: „Hübsche Idee und zumeist witzige Ausführung unter der Regie von Eduard Molinaro, der später mit ‚Ein Käfig voller Narren‘ seinen größten Erfolg feiern sollte. Louis de Funes brilliert einmal mehr als überforderter Hektiker in allen Lebenslagen.“[4]
- Der Evangelische Film-Beobachter zieht folgendes Fazit: „Ebenso sympathischer wie unbeschreiblicher Blödsinn mit dem unnachahmlichen Leinwand-‚Knallfrosch‘ Louis de Funès.“[5]

## Trivia
Die im deutschsprachigen Raum als Ötzi bekannte Gletschermumie erhielt – in Anlehnung an den Film – in Frankreich den Spitznamen Hibernatus.